# Yvonne Robson
Yvonne Robson (* 12. September 1999) ist eine südafrikanische Leichtathletin, die sich auf den Hochsprung spezialisiert hat.

## Sportliche Laufbahn
Erste internationale Erfahrungen sammelte Yvonne Robson bei den Juniorenafrikameisterschaften 2017 in Tlemcen, bei denen sie mit übersprungenen 1,74 m die Goldmedaille gewann. Im Jahr darauf wurde sie bei den Afrikameisterschaften in Asaba mit 1,75 m Achte. 2022 gewann sie bei den Afrikameisterschaften in Port Louis mit 1,79 m die Bronzemedaille hinter der Ghanaerin Rose Yeboah und Temitope Adeshina aus Nigeria. 2024 belegte sie bei den Afrikameisterschaften in Douala mit 1,78 m den vierten Platz.
2021 wurde Robson südafrikanische Meisterin im Hochsprung.